# 요니슈키스구

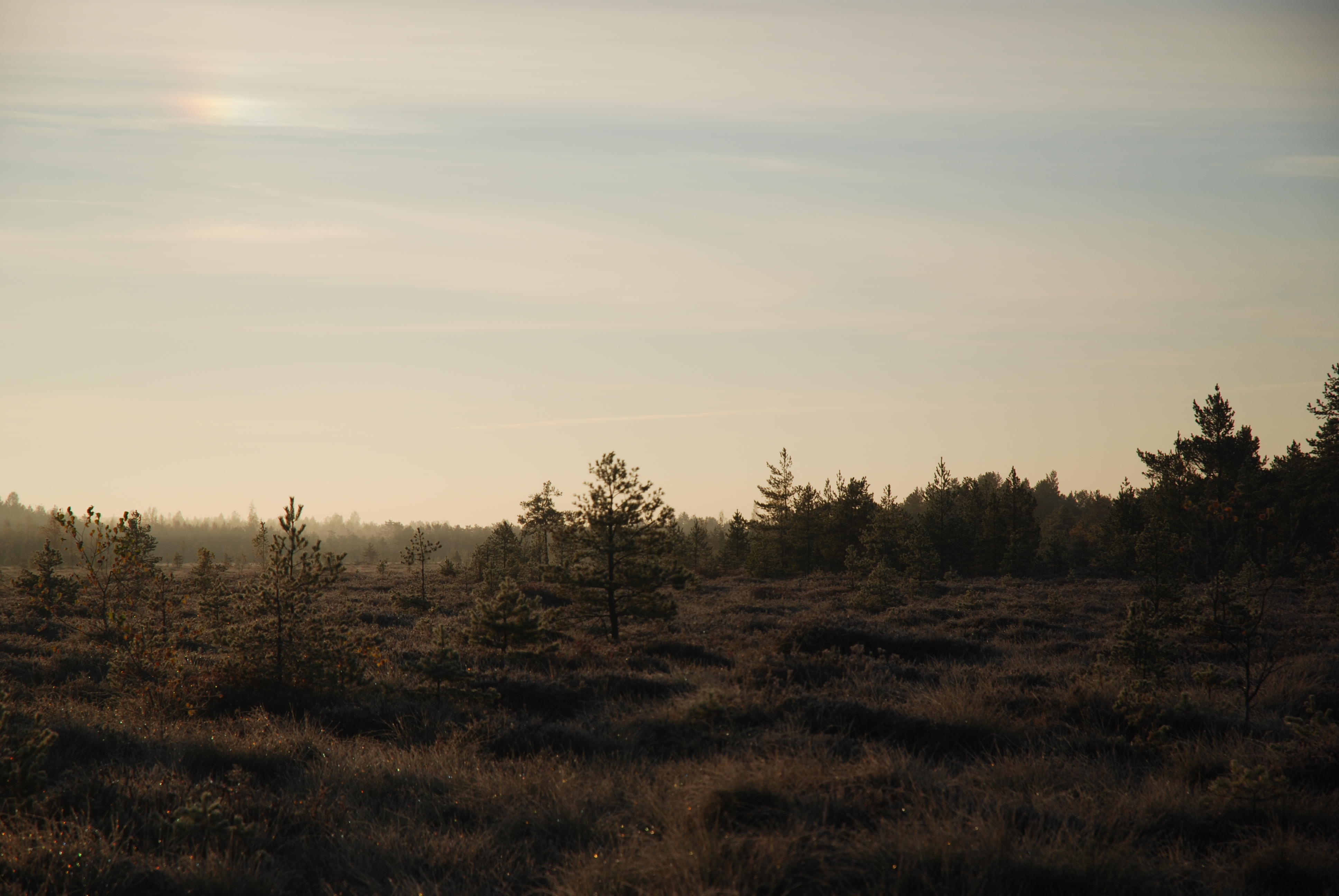
요니슈키스구에 위치한 무샤 습지

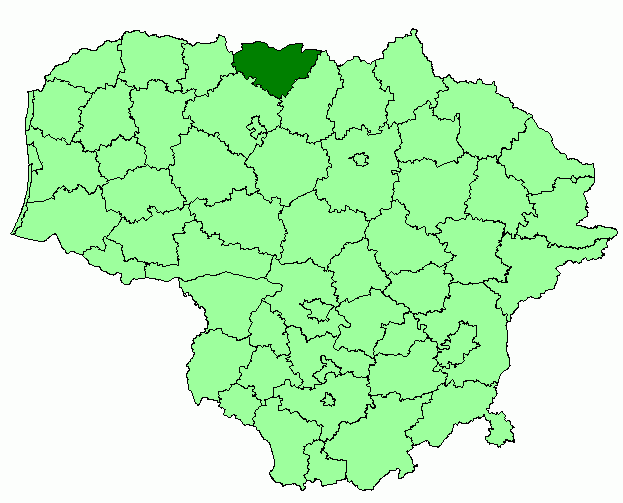
요니슈키스구의 위치

요니슈키스구(리투아니아어: Joniškio rajono savivaldybė)는 리투아니아 샤울랴이주를 구성하는 7개 지방 자치체 가운데 하나로 행정 중심지는 요니슈키스이며 면적은 1,151km2, 인구는 23,807명(2015년 기준), 인구 밀도는 20.7명/km2이다. 10개 장로구를 관할한다. 샤울랴이주 아크메네구, 샤울랴이구, 파크루오이스구와 접하며 북쪽으로는 라트비아와 국경을 접한다.

지방 자치체 문장